# ミハイル・エイゼンシュテイン
ミハイル・オシポヴィチ・エイゼンシュテイン（Mikhail Osipovich Eisenstein、ロシア語: Михаил Осипович Эйзенштейн、ラトビア語: Mihails Eizenšteins、1867年9月17日（ユリウス暦 5日） - 1920年7月2日）は、当時ロシア帝国の都市であったリガ（現：ラトビア）で活動した、土木技術者・建築家である。1901年から1906年にかけて、リガのアール・ヌーヴォー建築の多くを手掛けた。息子は映画監督のセルゲイ・エイゼンシュテイン。

## 生涯
エイゼンシュテインのサンクトペテルブルク土木大学学生時代（1887年 - 1893年）の個人資料が、サンクトペテルブルク大学教授・西洋美術史学科長のロマン・ソコロフ（Roman Sokolov）により刊行されている。同資料によれば、彼はロシア帝国キエフ県（現：ウクライナ）のビーラ・ツェールクヴァにて、ユダヤ系商人の家庭にモイゼイ（Moisey）の出生名で生まれた。母方はスウェーデン系であったともいわれる。
1897年にロシア正教会に改宗し、敬虔なキリスト教徒となった。息子の述懐によれば、彼は「ロシア官僚階級の揺るぎない代表者かつ崇拝者」であった。サンクトペテルブルクにて学び、1893年に土木技術者として学業を修めた。その後、当時ロシアの一部であったリガ（現：ラトビア）に移り、1917年まで同地で生活した。1895年よりリヴォニア県地方当局の交通路部門に勤務し、1900年には部門長となった。エイゼンシュテインにより、地域インフラの管理・運用は合理化された。彼は聖アンナ勲章（第二等・第三等）聖スタニスラウス勲章（第二等・第三等）を叙勲されている。
1897年、サンクトペテルブルクの裕福な非ユダヤ人家庭の生まれであるユリア・イヴァノヴナ・コネツカヤ（Yulia Ivanovna Konetskaya）と結婚した。リガ中心部の広いアパートに住み、同地の社交界に積極的に参与した。息子の述懐によれば、エイゼンシュテイン家は国際的な視野をもち、ミハイルはロシア語に加えてドイツ語・フランス語を解したという。彼は歴史・文学にも関心を抱いており、ニコライ・ゴーゴリ、レフ・トルストイ、エミール・ゾラ、アレクサンドル・デュマ、ヴィクトル・ユーゴーなどを蔵書としていた。現代建築に対する興味のほか、美術も嗜み、特にコンスタンチン・マコフスキーの作品を評価していた。夫妻は「気質の違い」から、またユリアがある将官と関係を持ったことから、1909年に別居しはじめ、1912年に離婚した。夫妻の息子であるセルゲイ・エイゼンシュテインは、映画監督として活動した。
ロシア革命ののち、彼は1918年に白軍に技師として加わった。息子はボリシェヴィキ側についたため、父子の関係は終りを迎えた。ロシア内戦の終結後、エイゼンシュテインはベルリンに定住し、同地で1920年に死去した。ベルリン＝テーゲルロシア正教会墓地に埋葬された。

### 建築家として

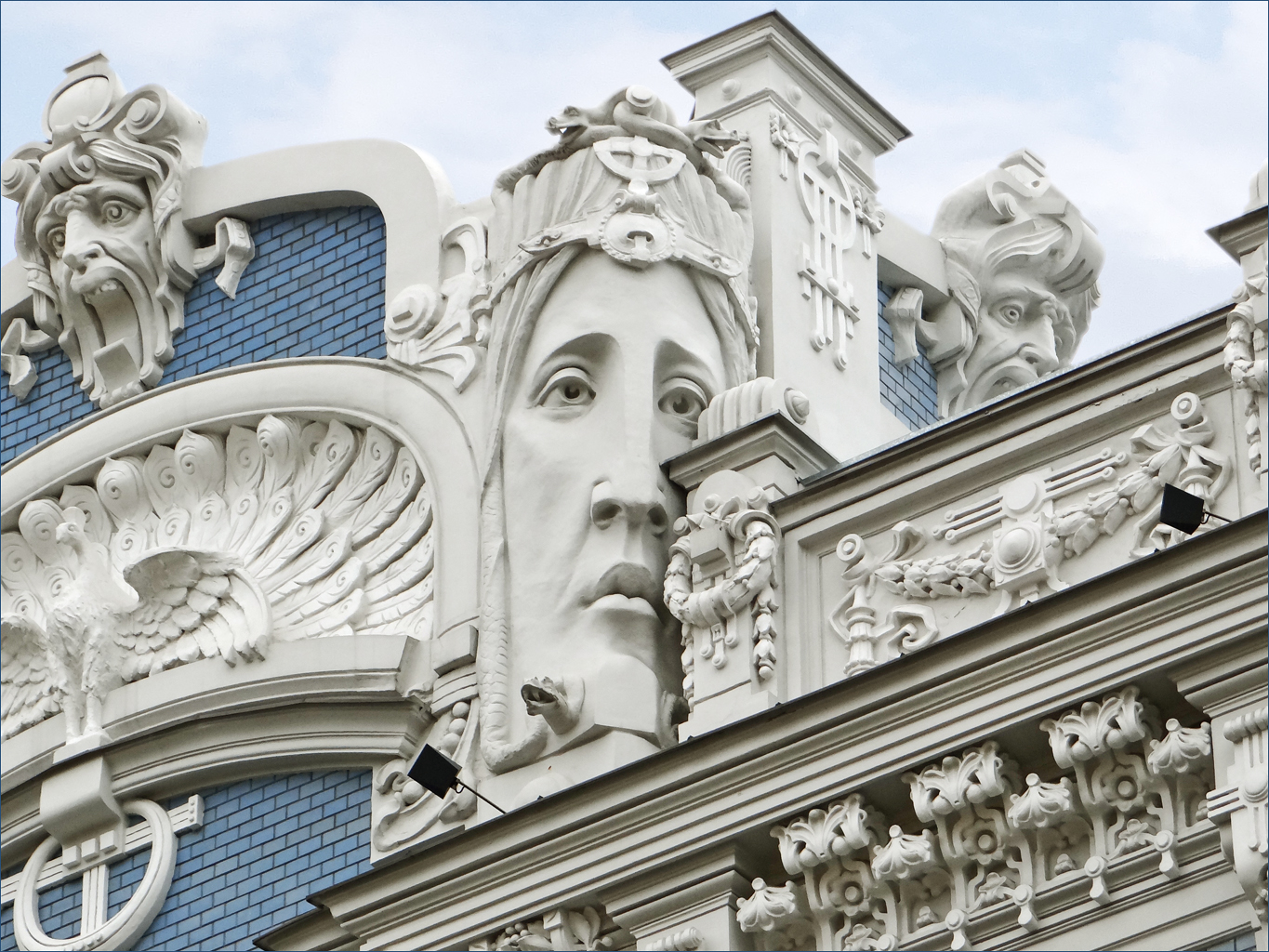
エリザベート通り10b（Elizabetes iela 10b）。エイゼンシュテインの建築のファサードはしばしば豊富な装飾を有している。

エイゼンシュテインは、リガにて独立建築家として活動した。当時のリガは大規模な経済的発展とそれに伴う都市の拡張期にあった。また、この時期のリガではアール・ヌーヴォーが隆盛を迎えていた。現在でもリガは、世界で最もアール・ヌーヴォー建築が集中している都市である。
エイゼンシュテインは、こうしたアール・ヌーヴォー建築の中でもおそらく最もよく知られた建物のいくつかを設計している。これらのうち数棟は、コンスタンティーンス・ペークシェーンスやエイジェンス・ラウベの作品群とともに、アルベルタ通りに集中している。エイゼンシュテインに関する公的資料や伝記はほとんど存在しないため、彼の芸術家としての伸長は断片的にしかわからない。彼がパリを訪問し、1900年のパリ万国博覧会にてエクトール・ギマールやギュスターヴ・セリュリエ＝ボヴィのアール・ヌーヴォー建築、サミュエル・ビングのアール・ヌーヴォー美術画廊を直接目にした可能性があることは知られており、実際、彼はフランスの建築雑誌を大量に持ち帰っている。また、ウィーン分離派および、オットー・ワーグナーやヨーゼフ・ホフマンといった同地の建築家に影響を受けた可能性がある。サンクトペテルブルクのアール・ヌーヴォー建築も、明らかに彼の作風に影響を与えている。さらに、装飾モチーフが象徴主義的観点にもとづいていることも特筆に足る。
ともあれ、エイゼンシュテインにより設計された建築はいくつかの特徴を共有している。これらはの建築きわめて（ときには過度に）装飾的な形態のアール・ヌーヴォーであり、創造力に富む方法で鋳鉄といった新素材を用いている。一方で、空間構成には保守的な部分が見られる。エイゼンシュテインの作品はその壮麗さから広く知られているが、リガのアール・ヌーヴォー建築一般を代表するものともいえない。

## 関連文献
- Berkovich, Gary（英語版）. Reclaiming a History. Jewish Architects in Imperial Russia and the USSR. Volume 1. Late Imperial Russia: 1891–1917. Weimar und Rostock: Grunberg Verlag. 2021. P. 145. ISBN 978-3-933713-61-2